# Église Saint-Cyr-et-Sainte-Julitte de Jarzé
Pour les articles homonymes, voir église Saint-Cyr-et-Sainte-Julitte.
L'église Saint-Cyr-et-Sainte-Julitte est une église catholique située à Jarzé, en France.

## Localisation
L'église est située dans le département français de Maine-et-Loire, sur la commune de Jarzé.

## Protection
L'édifice est classé au titre des monuments historiques en 1967.